# NGC 6440
NGC 6440 ist ein Kugelsternhaufen im Sternbild Schütze und wurde am 28. Mai 1786 von William Herschel entdeckt.

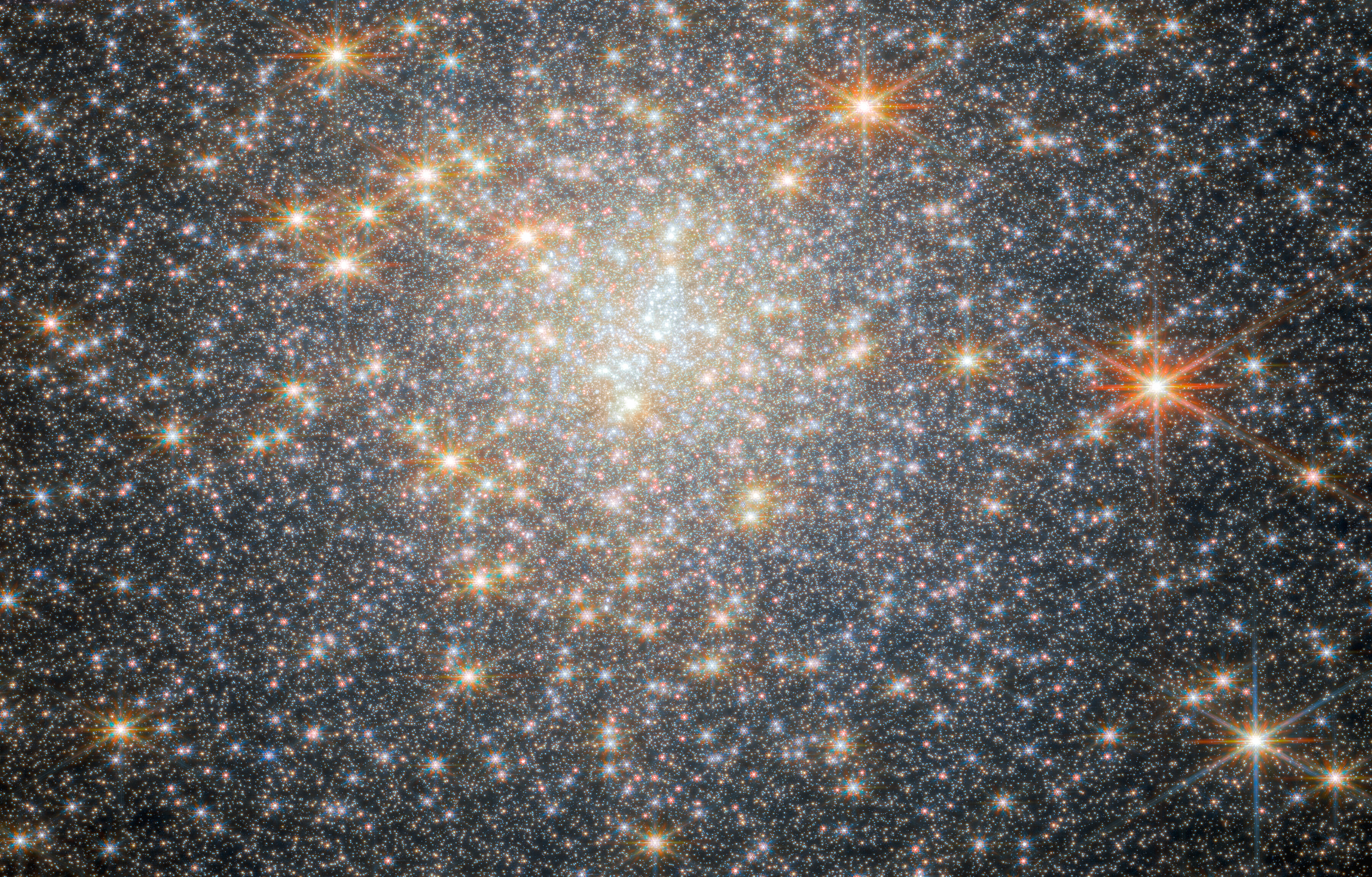
Infrarotaufnahme mithilfe des James Webb-Weltraumteleskops